# (2225) Serkowski
(2225) Serkowski – planetoida z pasa głównego asteroid okrążająca Słońce w ciągu 4 lat i 300 dni w średniej odległości 2,85 au. Została odkryta 24 września 1960 roku przez Cornelisa van Houtena, Ingrid van Houten-Groeneveld oraz Toma Gehrelsa. Nazwa planetoidy została nadana na cześć polsko-amerykańskiego astronoma Krzysztofa M. Serkowskiego (1930-1981). Przed nadaniem nazwy planetoida nosiła oznaczenie tymczasowe (2225) 6546 P-L.